# Combes (Hérault)
Combes (okzitanisch: Combas) ist eine französische Gemeinde mit 321 Einwohnern (Stand: 1. Januar 2022) im Département Hérault in der Region Okzitanien. Sie gehört zum Arrondissement Béziers und zum Kanton Clermont-l’Hérault. Die Einwohner werden Combois genannt.

## Geographie
Die Gemeinde Combes liegt etwa 32 Kilometer nordnordwestlich von Béziers im Gebirgsmassiv der Monts de l’Espinouse. Umgeben wird Combes von den Nachbargemeinden Rosis im Nordwesten und Norden, Taussac-la-Billière im Norden und Nordosten, Lamalou-les-Bains im Osten, Le Poujol-sur-Orb im Süden sowie Colombières-sur-Orb im Südwesten und Westen. Das Gemeindegebiet von Combes ist Teil des Regionalen Naturparks Haut-Languedoc.

## Bevölkerungsentwicklung
| Jahr                       | 1962 | 1968 | 1975 | 1982 | 1990 | 1999 | 2010 | 2020 |
| Einwohner                  | 231  | 152  | 170  | 188  | 180  | 265  | 329  | 322  |
| Quellen: Cassini und INSEE |      |      |      |      |      |      |      |      |

## Sehenswürdigkeiten

Kirche St. Peter und Paul

- Kirche St. Peter und Paul

## Gemeindepartnerschaft
Mit der US-amerikanischen Gemeinde Combes im Cameron County (Bundesstaat Texas) besteht eine Partnerschaft. 